# Алан-2
Алан-2 — бронированная колесная машина (БКМ) казахстанского производства с усиленной противоминной защитой по типу MRAP (Mine-Resistant Ambush Protected) — защищенная от подрыва мин и атак из засад.

## История
«Алан-2» является бронированной машиной казахстанского производства построенной на основе оригинального дизайна и разработки конструкторского бюро завода «Kazakhstan Paramount Engineering». Машина впервые была представлена на выставке «ADEX 22» в Баку.

## Модификация
Имеется РХБЗ модификация для МЧС РК. Корпус машины полностью бронированный и герметичный, что обеспечивает защиту личного состава и оборудования от различных техногенных аварийных факторов, таких как ударная волна, обломки, РХБ заражения и другие. Алан-2 также оснащен системами навигации, ночного видения, видеонаблюдения, освещения, пожаротушения, обогрева, кондиционирования и фильтровентиляции.

## Операторы
Казахстан
- МВД РК
- МЧС РК